# Rastrový grafický editor

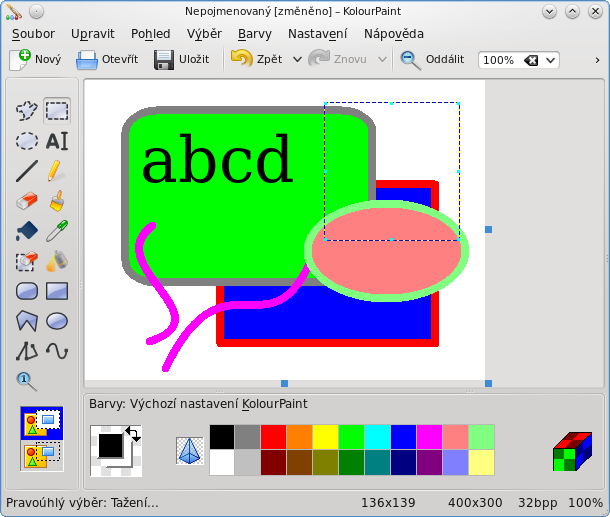
Snímek obrazovky v KDE editoru KolourPaint

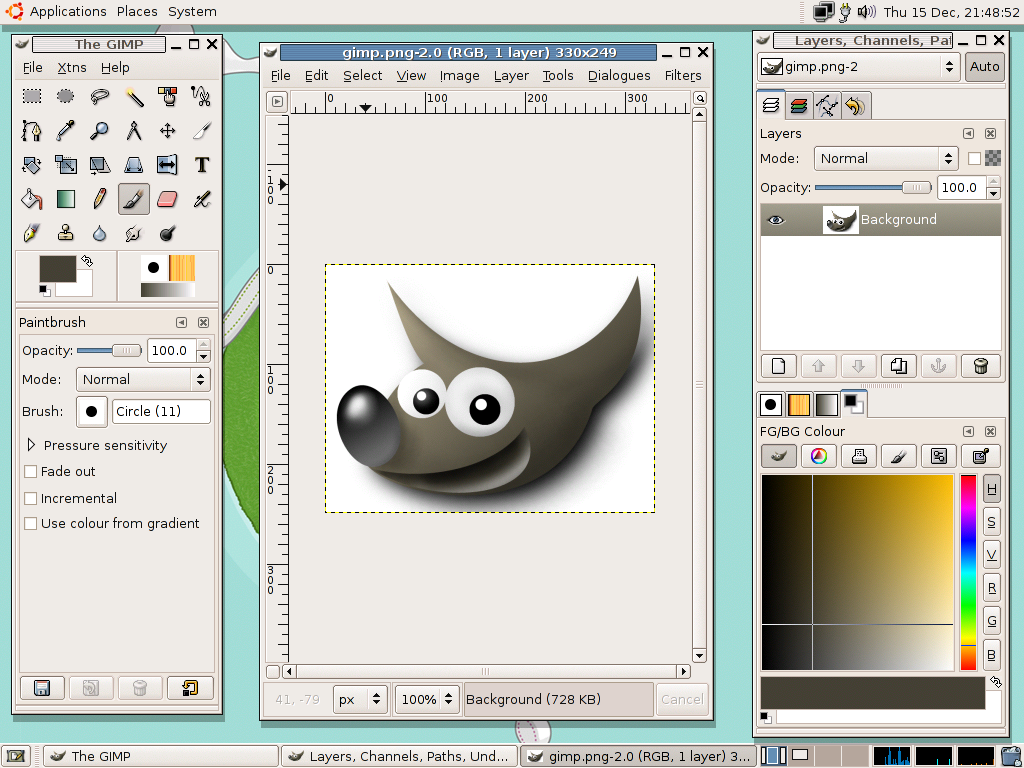
Snímek obrazovky GIMPu

Rastrový grafický editor nebo také bitmapový grafický editor je počítačový program umožňující uživateli prostřednictvím grafického rozhraní vytvářet a upravovat soubory s rastrovou grafikou. Data jsou zaznamenávána v některém z formátů vhodných pro rastrovou grafiku jako např. JPEG, PNG, GIF a TIFF.
Mezi nejznámější rastrové editory patří proprietární Adobe Photoshop a svobodný GIMP. Ale za zmíňku také stojí program Krita.

## Základní možnosti
- Vybrání oblasti editace.
- Vykreslení přímek s definovanou paletou barev, velikosti, tvaru a tloušťky.
- Vyplnění oblasti editace jednou barvou, barevným přechodem nebo a texturou.
- Použít barvu v různém barevném modelu (jako RGB, HSV, CMYK a jiných).
- Vepsat text s různými styly písma.
- Odstraňování tmavých, rozmazaných a jinak poškozeních oblastí z fotografií, včetně odstranění červených očí.
- Pracovat ve vrstvách.
- Aplikování nejrůznějších filtrů dělajících efekt ostření či zastření.
- Převod do různých grafických formátů.